# レンフェ106系
レンフェ106系は、スペインの国有鉄道であるレンフェが所有する高速鉄道向けの列車。最高速度330 km/hでの営業運転が可能な性能とスペインの高速鉄道で使用されている軌間（1,435 mm）と在来線の軌間（1,668 mm）双方に対応する軌間可変機構を備えており、2024年から営業運転を開始した。

## 概要
スペインの高速鉄道であるレンフェはAVE、Avlo、アルビア（Alvia）、アヴァント（Avant）といった高速列車サービスを運行しているが、これらの系統への新型車両導入は2010年を最後に行われない状態が続き、輸送力の増強に加えて高速鉄道市場の自由化に伴う他の事業者参入に対する競争力向上が求められていた。そこで、レンフェは2016年と2017年に鉄道車両メーカーのタルゴと新型車両導入に関する契約を結んだ。これを基に製造が実施されたのが106系である。
106系はタルゴが開発した高速列車ブランド「アヴリル（Avril）」を採用しており、タルゴ社が開発した1軸台車や車体傾斜機構、軌間可変機構を有している。編成は両端の動力車（電気機関車）が中間の連節車を挟み込むプッシュプル編成で、車体は軽量化を意識した設計になっており、加速性能の向上や制動距離の短縮、それに伴うエネルギー消費量の削減が図られている。また、車体は低床構造になっており、プラットホームから段差無しの乗降が可能である。営業運転時の最高速度は300 km/hで、高速鉄道規格の軌間（1,435 mm）および在来線の軌間（1,668 mm）双方で同様の速度を出す事が出来る。また、性能上は最高速度330 km/hでの営業運転も可能である他、営業運転の承認を向けた2023年の試験時にはスペインの軌間1,668 mmの鉄道路線における最高速度記録である363 km/hを記録している。信号システムについても、高速鉄道と在来線双方に対応した機器を備えている他、後述するフランスへの直通運転に対応した信号システムや電圧ユニットが搭載されている。
着席定員数については、カフェテリアを備えている「AVE」向け編成は507人、カフェテリアの代わりに自動販売機を設置した格安列車「Avlo」向けは581人で、レンフェの高速鉄道用車両において1編成あたり最大の座席数を有している。座席配置は転換式クロスシートで、「AVE」のツーリストクラス（Turista）および「Avlo」の全座席は3 + 2人掛け、「AVE」のプレファレンテクラス（Preferente）は2 + 2掛けである。そのうち「AVE」用車両にはwi-fiに対応した個別のタッチスクリーンが備わっている。また、各編成のうち1両には2人分の車椅子用座席やバリアフリー対応トイレが設置されている。

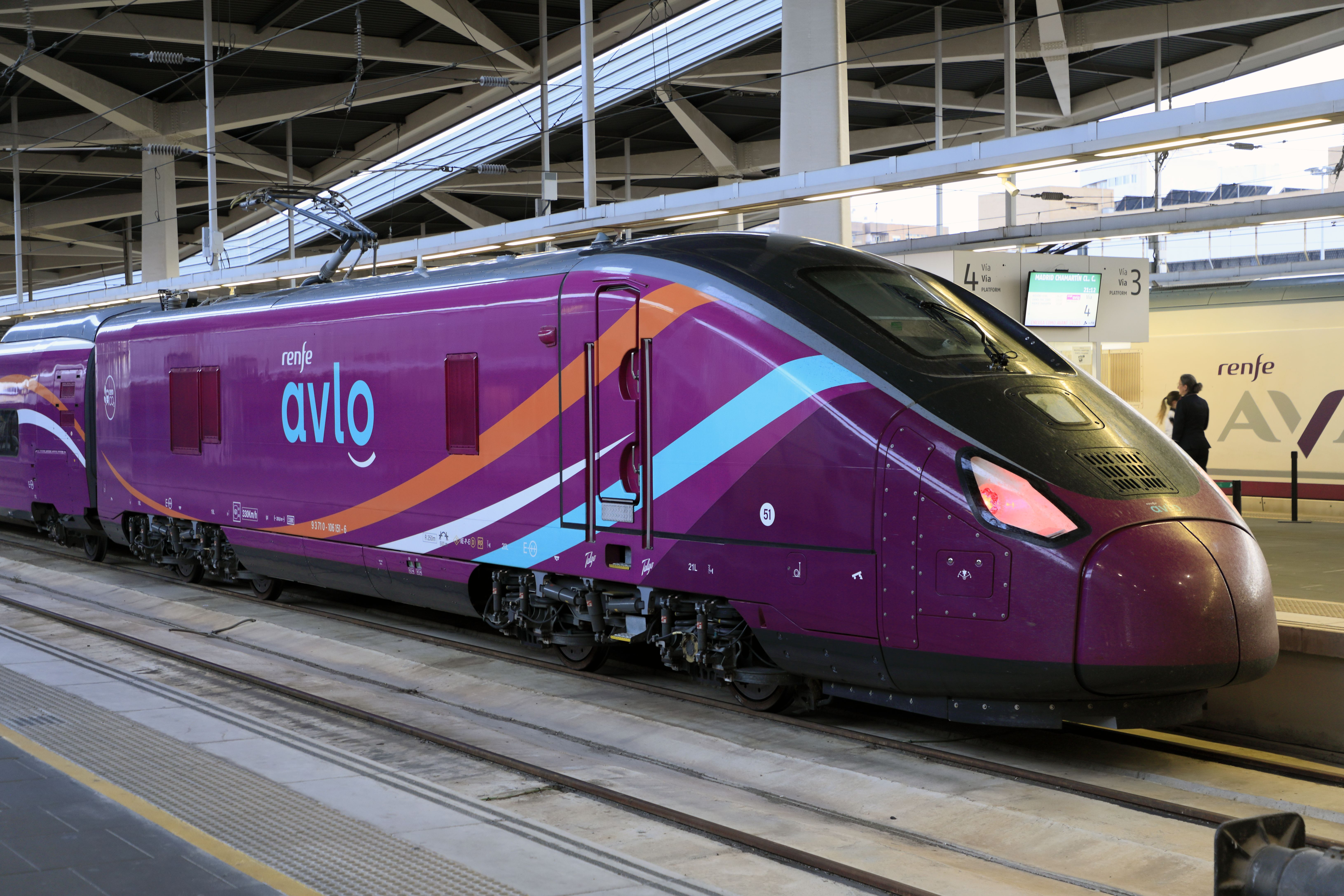
前後に連結されている動力車（2024年撮影）
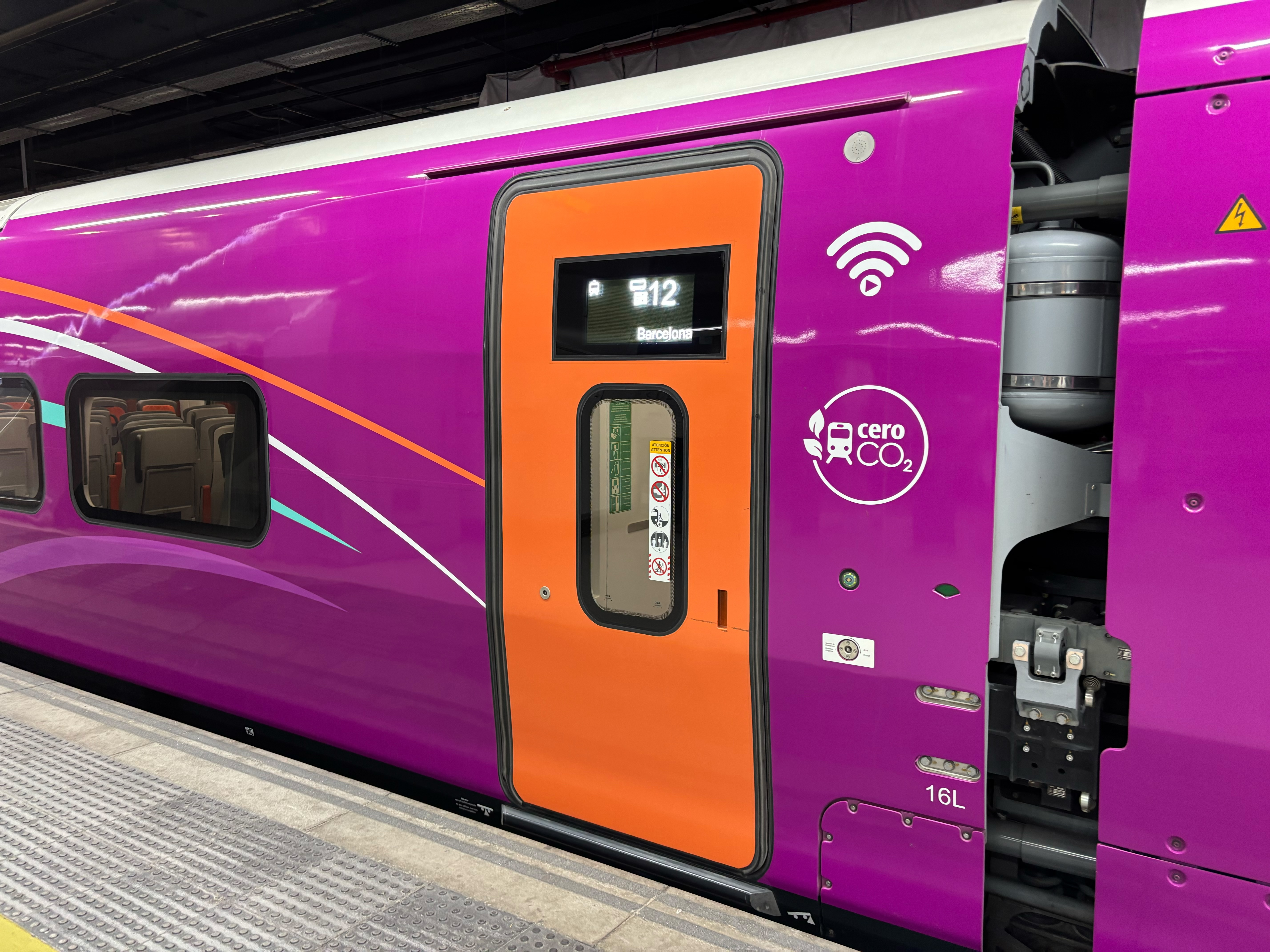
床上高さが低いためプラットホームから段差無しに乗降可能である（2024年撮影）

## 運用
最初の列車は2024年4月からレンフェへの納入が開始され、5月21日から最初の10編成がスペイン国内の高速鉄道で営業運転を開始した。そのうちアストゥリアス州やガリシア州の高速鉄道区間については軌間が他の高速鉄道（1,435 mm）と異なり在来線と同一の1,668 mmであったため、それまで「AVE」や「Avlo」の運転が行われていなかったが、軌間可変機構を有する106系の投入によりこれらの列車の直通が可能となった。以降は合計30編成が導入される事になっており、そのうち20編成はスペイン国内で使用される一方、10編成は2023年から自由化され参入が可能となったフランスの高速鉄道網へ直通する列車（マドリッド - マルセイユ、バルセロナ - リヨン間）への投入が予定されている。また、予定されている30編成のうち、15編成は軌間可変機構が搭載される一方、15編成は軌間1,435 mmのみ走行可能となる他、30編成のうち20編成は「AVE」、10編成は「Avlo」に使用される。

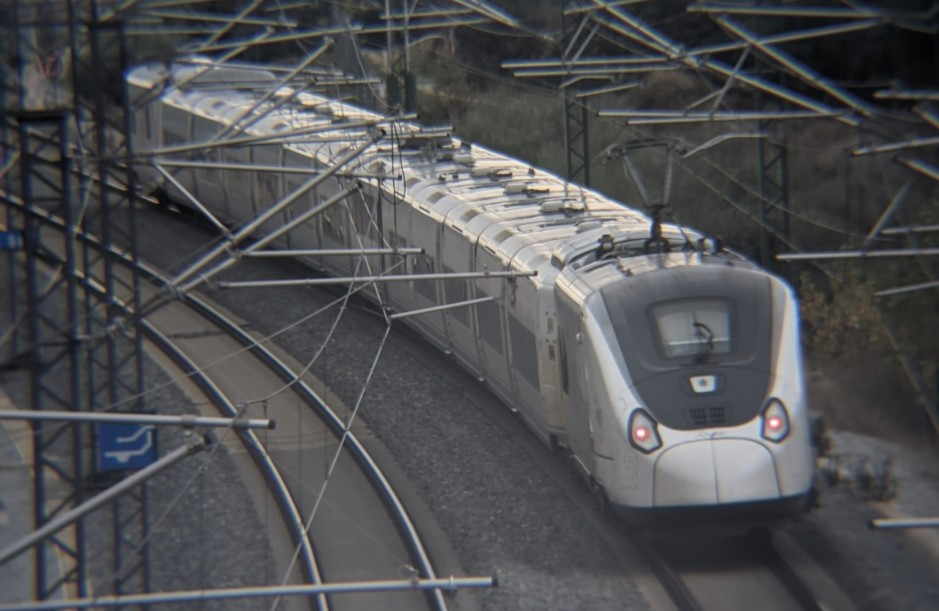
106系（AVE用）（2024年撮影）
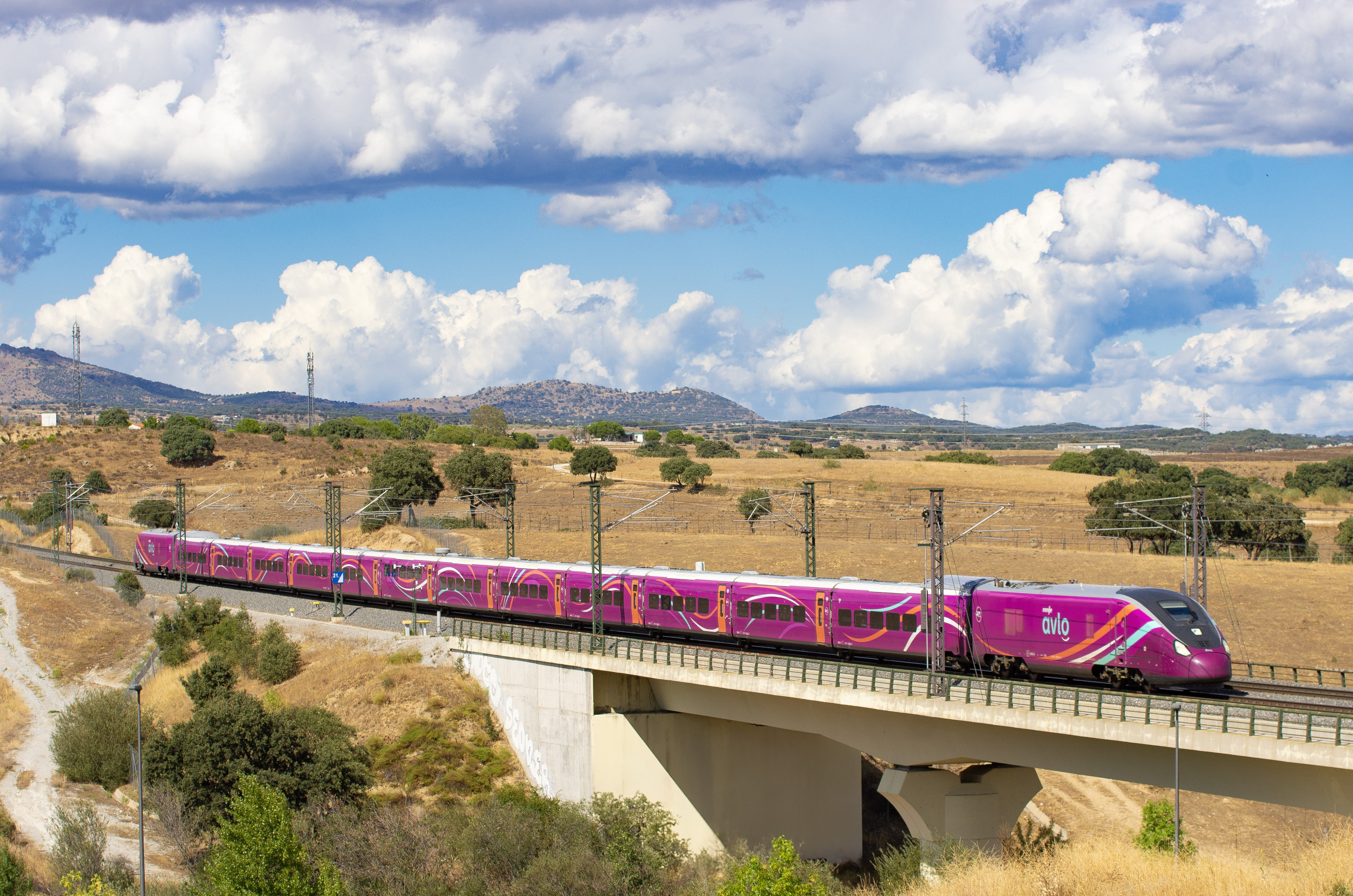
106系（Avlo用）（2024年撮影）

## 関連形式
- レンフェ107系 - 106系と同型の動力車と、既存の客車（タルゴ）を改造した中間車を組み合わせた高速鉄道向け列車[7][21][12][9]。